# Siret
Siret là một thị xã thuộc hạt Suceava, România. Dân số thời điểm năm 2002 là 9371 người.

## Sông Siret
Sông Siret khởi nguồn từ sườn đông của dãy núi Carpathian ở phía tây Ukraina, rồi uốn lượn qua khoảng 575 km về phía nam qua đất nước România để rồi cuối cùng đổ vào sông Danube tại khu vực phía tây Galați. Phần thượng lưu của sông chảy qua một thung lũng rộng, mang dòng chảy quanh co, trong khi phần hạ lưu, giống như sông Danube, lại trải qua những khu vực thấp và đầm lầy.